# Geoffrey Burbidge
Pour les articles homonymes, voir Burbidge.
Geoffrey Ronald Burbidge (24 septembre 1925 - 26 janvier 2010) était un physicien américano-britannique. Il fut professeur à l'université de Californie à San Diego et était le mari de Margaret Burbidge.
En 1957, Margaret Burbidge, lui, William Fowler et Fred Hoyle furent les auteurs de l'article sur la nucléosynthèse stellaire : B²FH, d'après les initiales des noms des quatre auteurs. Burbidge est principalement connu pour sa théorie de l'état stationnaire, alternative au Big Bang proposée au début des années 1950 et aujourd'hui abandonnée.
Selon Burbidge, l'univers est oscillant et donc se dilate et se contracte périodiquement sur un temps infini. Cette théorie, à cause de sa nature controversée, a apporté à Burbidge une certaine renommée mais aussi de nombreuses critiques.

## Distinctions et récompenses
Récompenses
- Prix Helen B. Warner pour l'astronomie avec son épouse (1959)
- Médaille Bruce (1999)
- Médaille d'or de la Royal Astronomical Society avec son épouse (2005)

Éponymie
- L'astéroïde (11753) Geoffburbidge